# IC 1336
IC 1336 ist eine  Spiralgalaxie mit aktivem Galaxienkern vom Hubble-Typ Sab im Sternbild Steinbock auf der Ekliptik. Sie ist schätzungsweise 379 Millionen Lichtjahre von der Milchstraße entfernt und hat einen Durchmesser von etwa 90.000 Lichtjahren.

Im selben Himmelsareal befinden sich u. a. die Galaxien NGC 6986 und IC 1339.
Das Objekt wurde am 17. August 1892 von Stéphane Javelle entdeckt.